# Costică Ștefănescu
Costică Ștefănescu est un joueur et entraîneur de football roumain né le 26 mars 1951 à Bucarest et mort le 20 août 2013 à Bucarest.
En juin 1969, à l'âge de 18 ans, il fait ses débuts en équipe de Steaua Bucarest sous la houlette de Ștefan Kovács.

## Carrière

### Comme joueur
- 1969-1973 : Steaua Bucarest ( Roumanie)
- 1973-1986 : CSU Craiova ( Roumanie)
- 1986-1988 : FCM Brașov ( Roumanie)

### Comme entraîneur
- 1986-1989 : FCM Brașov ( Roumanie)
- 1990 : Steaua Bucarest ( Roumanie)
- 1991-1992 : Al-Wakrah SC ( Qatar)
- 1992-1993 : FCM Bacău ( Roumanie)
- 1993-1994 : Politehnica Timișoara ( Roumanie)
- 1994-1998 :  Roumanie (adjoint)
- 1999-2000 : Astra Ploiești ( Roumanie)
- 2000-2001 : CSM Reșița ( Roumanie)
- 2001-2002 : Hapoël Tsafririm Holon ( Israël)
- 2003 : Al-Mesaimeer Club (en) ( Qatar)
- 2003-2005 : Al Jaish Damas ( Syrie)
- 2006 : Universitatea Craiova ( Roumanie)
- 2007 : Al Wahda Club ( Syrie)
- 2008 : Najran SC ( Arabie saoudite)
- 2009 : Al Tadamon Farwaniya ( Koweït)
- 2010-2011 : Al Jaish Damas ( Syrie)
- 2012 : Al-Shamal SC ( Qatar)

## Palmarès
Joueur
- Steaua Bucarest
  - Vainqueur de la Coupe de Roumanie en 1970 et 1971.

- CSU Craiova
  - Champion de Roumanie en 1974, 1980 et 1981.
  - Vainqueur de la Coupe de Roumanie en 1977, 1978, 1981 et 1983.
  - Demi-finaliste de la Coupe UEFA en 1983.

Entraîneur
- Al Wakrah Club
  - Vainqueur de la Coupe Sheikh Jassem de Qatar en 1992.

- Al Jaish Damas
  - Vainqueur de la Coupe de Syrie en 2004.
  - Vainqueur de la Coupe de l'AFC en 2004

## Décès
Après une longue bataille contre un cancer du poumon, il s'est suicidé en se jetant du cinquième étage de l'hôpital militaire de Bucarest.